# HMS Calypso (D61)
«Каліпсо» (D61) (англ. HMS Calypso (D61) — військовий корабель, легкий крейсер типу «C» підкласу «Каледон» Королівського військово-морського флоту Великої Британії за часів Першої та Другої світових воєн.

## Історія створення
Крейсер «Каліпсо» був закладений 7 лютого 1916 року на верфі компанії R. & W. Hawthorn Leslie and Company, Limited у Геббурні. 24 січня 1917 року спущений на воду, а 21 червня 1917 року увійшов до складу Королівських ВМС Великої Британії.

## Історія служби
Крейсер брав участь у бойових діях на морі в Першій та Другій світових війнах, бився у Північній Атлантиці, на Середземному морі, супроводжував конвої. 12 червня 1940 року потоплений італійським підводним човном «Альпіно Баньоліні» південніше Криту.
«Каліпсо» став першим бойовим кораблем Королівського флоту Великої Британії, що був затоплений італійськими ВМС у роки Другої світової війни.